# Filistatidae
Los filistátidos (Filistatidae) son una familia de arañas araneomorfas, la única representante de la superfamilia Filistatoidea.
Contiene arañas cribeladas, haploginas, tejedoras de telas en forma de tubo o embudo. Sus quelíceros son pequeños, el cefalotórax es grande, y tienen aspecto aterciopelado. Tienen ocho ojos, agrupados de manera compacta.
La familia contiene 16 géneros y 106 especies, siendo una de las más abundantes la Kukulcania hibernalis. Se encuentra a su vez dividida en dos subfamilias: Filistatinae y Prithinae. Las primeras se reconocen por tener tamaños de mediano a grande y por poseer espinas en los tarsos. Las segundas son de tamaño mucho menor y no tienen espinas en los tarsos.

## Géneros
La categorización en subfamilias corresponde al Biology Catalog de Joel Hallan's.
- Filistatinae Ausserer, 1867

- Filistata Latreille, 1810 (Mediterráneo, Asia, México)
- Kukulcania Lehtinen, 1967 (Ameica)
- Sahastata Benoit, 1968 (del Mediterráneo a India)
- Zaitunia Lehtinen, 1967 (Irán, Israel, Tayikistán, Uzbekistán)

- Prithinae Gray, 1995

- Afrofilistata Benoit, 1968 (África)
- Andoharano Lehtinen, 1967 (Madagascar)
- Filistatinella Gertsch & Ivie, 1936 (Estados Unidos)
- Filistatoides O. P-Cambridge, 1899 (Guatemala, Cuba, Chile)
- Lihuelistata Ramírez & Grismado, 1997 (Argentina)
- Misionella Ramírez & Grismado, 1997 (Brasil, Argentina)
- Pikelinia Mello-Leitão, 1946 (Argentina, Colombia, Galápagos)
- Pritha Lehtinen, 1967 (Asia, Mediterráneo, Nueva Guinea)
- Wandella Gray, 1994 (Australia)
- Yardiella Gray, 1994 (Australia)

- incertae sedis

- Microfilistata Zonstein, 1990 (Tayikistán)
- Tricalamus Wang, 1987 (China)